# Tragovi dinosaura na Hvaru
Tragovi dinosaura na Hvaru  nađeni su sredinom srpnja 2004. između Staroga Grada i Jelse na sjevernoj strani otoka Hvara. Prema procjenama, dinosauri čiji su tragovi pronađeni živjeli su na današnjem otoku prije otprilike 90 milijuna godina.
Međunarodnu istraživačku skupinu predvodio je jedan od najboljih svjetskih stručnjaka za proučavanje fosilnih gmazova Michael Caldwell s kanadskog Sveučilišta Alberte iz Edmontona. Caldwell je inicirao istraživanje Hvara, za čije je paleontološko blago doznao iz Fortisovih putopisnih zapisa iz 18. stoljeća te prethodnih znanstvenih istraživanjâ koja su sproveli stotinjak godina prije Caldwella Dragutin Gorjanović Kramberger i Austrijanac Kornhuber. Tu su i domaća svjedočanstva: u jednom su hvarskom kamenolomu mještani svojevremeno pronašli ostatke "ribe s nogama", zapravo guštera, koji je uz pomoć prekupaca završio na nepoznatom mjestu u Italiji, a koje paleontolozi pokušavaju pronaći. U skupini je bio hrvatski paleontolog Jakov Radovčić. Cjelokupni projekt financirao je Odbor za istraživanja National Geographic Societyja iz Washingtona. Caldwell želi utvrditi starost i eventualno nova nalazišta fosilnih guštera.
Precizniju poziciju nalazišta znanstvenici nisu otkrili zbog mogućeg pustošenja. Javnosti će ju se otkriti kada bude propisno zaštićeno. Jasno utisnuti pripadaju barem trima dinosaurima visine šest do sedam metara te mase oko 15 tona. Iz raščlambâ slijedi da su to divovski dugovrati sauropodi odnosno titanosaurima, koji su bili biljožderi i četvoronošci. Vjerojatno su na ovo područje došli s područja današnje Afrike tragajući za hranom i tumarajući priobaljem prastarog mora Tethysa. Nalazi nukaju na sljedeća istraživanja, koja se planira proširi i na Brač, Korčulu i Dubrovnik te na zaleđe Trsta i Dubrovnika.
Financijer projekta National Geographic je namjeravao u tiskanom izdanju objaviti reportažu o hvarskim otkrićima, a najavili su i snimanje dokumentarnog filma.